# Yuri Pímenov (remero)
Yuri Ígorevich Pímenov –en ruso, Юрий Игоревич Пименов– (Moscú, URSS, 29 de marzo de 1958-19 de abril de 2019) fue un deportista soviético que compitió en remo. Su hermano gemelo Nikolái compitió en el mismo deporte.
Participó en tres Juegos Olímpicos de Verano, entre los años 1980 y 1992, obteniendo una medalla de plata en Moscú 1980, en la prueba de dos sin timonel, y el sexto lugar en Seúl 1988, en el cuatro sin timonel.
Ganó siete medallas en el Campeonato Mundial de Remo entre los años 1979 y 1990.
En 1994 recibió la Medalla Thomas Keller de la FISA.

## Palmarés internacional
| Juegos Olímpicos   | Juegos Olímpicos         | Juegos Olímpicos  | Juegos Olímpicos   |
| Año                | Lugar                    | Medalla           | Prueba             |
| ------------------ | ------------------------ | ----------------- | ------------------ |
| 1980               | Moscú (URSS)             | Medalla de plata  | Dos sin timonel    |
| Campeonato Mundial |                          |                   |                    |
| Año                | Lugar                    | Medalla           | Prueba             |
| 1979               | Bled (Yugoslavia)        | Medalla de plata  | Dos sin timonel    |
| 1981               | Múnich (RFA)             | Medalla de oro    | Dos sin timonel    |
| 1983               | Duisburgo (RFA)          | Medalla de plata  | Cuatro sin timonel |
| 1985               | Malinas (Bélgica)        | Medalla de oro    | Dos sin timonel    |
| 1986               | Nottingham (Reino Unido) | Medalla de oro    | Dos sin timonel    |
| 1987               | Copenhague (Dinamarca)   | Medalla de bronce | Dos sin timonel    |
| 1990               | Tasmania (Australia)     | Medalla de plata  | Dos sin timonel    |